# 893
Évszázadok: 8. század – 9. század – 10. század
Évtizedek: 840-es évek – 850-es évek – 860-as évek – 870-es évek – 880-as évek – 890-es évek – 900-as évek – 910-es évek – 920-as évek – 930-as évek – 940-es évek
Évek: 888 – 889 – 890 – 891 –  892 – 893 – 894 – 895  – 896 – 897 – 898

## Események

### Európa
- I. Borisz, a visszavonult volt bolgár fejedelem visszatér a kolostorból, miután fia, Vladimir elnyomja a kereszténységet és vissza akarja hozni a pogány hagyományokat. Elfogatja, megvakítja és börtönbe záratja fiát; helyére pedig harmadik fiát, Simeont ülteti, aki Bizáncban nevelkedett és eredetileg papi pályára szánták. A változások jóváhagyására Preszlavban zsinatot hívnak össze, ahol eldöntik, hogy az egyház nyelve kizárólag a szláv legyen, a görög papokat elűzik és bolgár papokkal cserélik le őket, a fejedelmi székhelyet pedig Preszlavba helyezik át, mert a régi fővárosban, Pliszkában túl erősek a pogány hagyományok.
- Meghal Sztephanosz konstantinápolyi pátriárka, Bölcs Leó császár 25 éves öccse. Utódja II. Antóniosz.
- Bölcs Leó felesége, Theophanó Martinakia kolostorba vonul, a császár pedig feleségül veszi szeretőjét, Zóé Zautzainát.
- Megszületik Arnulf keleti frank király törvényes fia, Gyermek Lajos. Törvénytelen fia, Zwentibold elveszti trónörökösi pozícióját, ezért cserébe neki adja a lotaringiai királyi címet.
- Formosus pápa segítséget kér Arnulftól Guidó itáliai király (és frank császár) ellen. Arnulf (akit leköt a morva Szvatoplukkal folytatott háborúja) Zwentiboldot küldi, aki seregével csatlakozik Guidó riválisához, Berengár friuli őrgrófhoz és ostrom alá veszik Trentót. Zwentibold ősszel felhagy az ostrommal és visszatér Bajorországba (állítólag Guidó lefizette).
- Arnulf kiegyezik a korábban a morvákhoz menekült II. Engelschalk volt pannóniai őrgróffal és birtokokat adományoz neki. A bajor nemesség azonban fellép ellene, perbe fogják és a király tudta nélkül megvakítják. Engelschalk rokonai visszamenekülnek Szvatoplukhoz, aki árulással vádolja és megöleti őket. Arnulf rokonát, Luitpoldot nevezi ki Karantánia és Felső-Pannónia őrgrófjává.
- Az Odó király uralmával elégedetlen nyugati frank nemesek Reimsben királlyá koronázzák a Karoling-házból származó 14 éves Együgyű Károlyt (Hebegő Lajos posztumusz fiát)
- III. Alfonz asztúriai király mozarabokat (mór uralom alatt élő keresztényeket) toboroz, hogy újra benépesítse velük Zamora városát.
- Nagy Alfréd angolszász király fia, Eduárd a farnhami csatában legyőzi a Wessexet fosztogató vikingeket. Azok a Colne folyó szigetére húzódnak vissza, ahol blokád alá veszik őket és a szabad elvonulásért cserébe megígérik hogy elhagyják az országot.
- A vikingek Essexbe vonulnak vissza, ahol csatlakoznak a Hastein vezette másik dán csapathoz. Amíg a vidéket fosztogatják, a helybeli milícia elfoglalja a táborukat, ahol zsákmányukat és családjaikat őrizték. Hastein tárgyal Alfréd királlyal és eléri, hogy engedjék szabadon a családokat. Ezután a buttingtoni csatában vereséget szenvednek Æthelred merciai hercegtől és átvonulnak Nyugat-Angliába, ahol Chester romos római erdőjébe veszik be magukat. A merciaiak feldúlják a környéket, hogy kiéheztessék a vikingeket, akik inkább átvonulnak Walesbe.

### Abbászida Kalifátus
- Al-Mutadid az új kalifa elismeri a túlúnida Humáravajhot Egyiptom és Szíria kormányzójának. Cserébe az továbbra is fizeti az évi 300 ezer dináros adót és feleségül adja a lányát, Katr al-Nadát a kalifához.
- Földrengés dönti romba az örményországi Dvint, 30 ezren vesztik életüket.

## Születések
- Al-Hamdání, arab geográfus, történetíró, csillagász
- Al-Káim, fátimida kalifa
- Flodoard, francia történetíró
- Gyermek Lajos, keleti frank király
- Hosszúkardú Vilmos, normandiai herceg

## Halálozások
- február 6. – I. Phótiosz, konstantinápolyi pátriárka
- május 18. – I. Sztephanosz, konstantinápolyi pátriárka

## Fordítás
- Ez a szócikk részben vagy egészben  a(z)   893 című angol Wikipédia-szócikk ezen változatának fordításán alapul.  Az eredeti cikk szerkesztőit annak laptörténete sorolja fel. Ez a jelzés csupán a megfogalmazás eredetét és a szerzői jogokat jelzi, nem szolgál a cikkben szereplő információk forrásmegjelöléseként.